# サウラケス
サウラケスは、コルキスの王。ローマの歴史家大プリニウスの『博物誌』で言及されており、黒海東岸で発掘された8枚の金貨との関連が指摘されている。

## 大プリニウスの記述
大プリニウスによれば、サウラケスはアルゴナウタイの物語で知られるコルキス王アイエーテースの子孫であった。また彼はスヴァネティ族の土地で豊富な金銀を発見し、エジプト王セソストリスを破って奪ったの梁、円柱、張出柱などとともに自らの宮殿を満たしたという。
サウラケスとエジプト人の接触は大プリニウスの文献にのみ登場する話であるが、コルキスとセソストリスの関係は、ヘロドトス以来多くの古典古代著述家が言及している。ヘロドトスによれば、コルキス人はセソストリスがヨーロッパ遠征の帰路に残していったエジプト人入植者であるという。セソストリスの遠征に史実性があると主張した歴史学者マーティン・バナールは、この遠征を紀元前1930年代から1920年代の出来事であるとした。

## サウラケスの金貨
19世紀、ドイツの歴史家アルフレート・フォン・グートシュミットが、ジョージア西部のスフミとヴァニで発見された5枚の金貨がサウラケスのものであると主張した。
実際にはこの金貨にはΒΑΣΙΛΕ... ΣΑΥΣΑΥΜという不完全なギリシア語が刻まれていて、これをどう解釈するかは議論が続いている。Giorgi Dunduaは2013年、この金貨がサウラケスのものでなく、スキタイのサウマクスのものであるという説を提唱した。現在、これらのコインはモスクワのロシア国立歴史博物館、ベルリンのムゼウムスインゼル、ロンドンの大英博物館、ヴァニで所蔵されている。
一方で、2007年にクリミアのフェオドシヤ付近でで発掘された金貨には、明確に"ΣΑΥΛΑΚΟΥ"と刻印されていた。これは、先の金貨をサウラケスのものとする説を強化する発見であると言える。